# 伊集院光のタネ
『伊集院光のタネ』（いじゅういんひかるのタネ）は、ニッポン放送で2023年10月3日から放送しているラジオ番組。
平日の昼に放送されている『伊集院光のちょいタネ』についても本項目で記述する。

## 概要
リスナーはウェブサイトに多数掲載されている「タネ」と呼ばれるメールテーマからメッセージを投稿、毎回1つの「タネ」を紹介している。
伊集院がニッポン放送で本格的にレギュラー出演するのは『伊集院光のOh!デカナイト』以来、28年ぶりになる。
この番組について、伊集院は「紆余曲折、紆余曲曲折折折くらいありまして、恥も外聞もなくニッポン放送に転がり込んでまいりました。メールテーマ＝タネをたくさん用意しますので、気軽に送ってください。リスナーの皆さんに水や肥料を与えていただき、蒔いたタネがやがて森になったらいいなと思います。」と述べている。「タネ」は当初の30個からコンスタントに追加され、番組開始から1年が経過した2024年10月現在は120個を超える「タネ」が存在している。
2023年度下半期のニッポン放送ショウアップナイターのナイターオフシーズン限定のラジオ番組としてスタートしたが、リスナーから多くの反響を受けて2024年4月からも継続して放送することになった。
開始当初は事前収録をして放送する予定であったが、「生の情報を伝えたい」という伊集院の意向もあり、生放送の日と録音の日とを織り交ぜて放送する変則的な形となり、パートナーも固定されない。2024年8月のスペシャルウィークではこの仕様を活用し、その週の放送回のうちどれが生放送であったかをクイズの題材としたプレゼント企画を行った。生放送の日は放送中に送られてきたメールをすぐ紹介することがある。

### 伊集院光のちょいタネ
2024年4月1日より、平日の昼帯番組『伊集院光のちょいタネ』を放送開始。『伊集院光のタネ』では日ごとに異なる「タネ」が放送されるのに対し、『ちょいタネ』では同じ「タネ」が週5日にわたって紹介される。

### 伊集院光のタネ まとめ聴き
2024年6月1日より、過去の音源やアフタートークを聴くことができる有料のアーカイブサービス『伊集院光のタネ まとめ聴き』がスタート。「まとめ聴き」限定で募集している「タネ」もある。

## 放送時間

### 伊集院光のタネ

#### ナイターオフ期（2023年10月 - 2024年3月、2024年10月 - 2025年3月）
- 火曜-金曜 17:30 - 18:00
  - 前年までの同時間帯のナイターオフ番組とは異なり、プロ野球のナイター中継（クライマックスシリーズや日本選手権シリーズ）が組まれている日も通常通り放送されるが、プロ野球ドラフト会議開催日（2023年は10月26日、2024年は10月24日が該当）は従来通り休止される。『ラジオ・チャリティ・ミュージックソン』が放送される12月24日が火曜 - 金曜に当たる場合、翌日25日の『ちょいタネ』含め放送休止となる（2024年が該当）。
  - 17:56頃には『5-56天気予報』を放送。生放送時はその日のパートナーがBGM付きで、収録放送時はスタジオ待機中のニッポン放送アナウンサーがBGMなしで読み上げる。

#### ナイターシーズン期（2024年4月 - 9月、2025年4月 - ）
- 火曜-金曜 17:30 - 17:50
  - 2024年8月8日の放送前に日向灘地震が発生し、『辛坊治郎 ズーム そこまで言うか!』から引き続き地震関連の情報を放送した為、放送休止となる。
  - 2025年4月24日プロ野球『DeNA対阪神』の試合開始が17:45だった為『ショウアップナイタープレイボール』の放送開始が17:40となり、本番組が17:40までの短縮放送となる。

### 伊集院光のちょいタネ

#### 2024年4月 -
- 月曜-金曜 11:20 - 11:30
  - 2024年12月30日から2025年1月3日までの年末年始期間は特別編成のため放送休止。
  - 2025年7月30日はこの日の朝に発生したカムチャツカ半島で発生した地震により、津波警報が発令されたことに伴い報道特別番組を編成したため休止。

## パーソナリティ
- 伊集院光

## パートナー
パートナーは毎回1人。日替わりで、基本はホリプロのアナウンス部のアナウンサー（番組開始当時は安田美香、棚橋麻衣、竹内香苗）やニッポン放送のアナウンサー（番組開始当時は箱崎みどり、前島花音）が担当するがアナウンサーでは無いタレントが担当することもある。各々固定の曜日はなく、不定期での出演となる。